# Kiểm lâm Việt Nam

Biểu trưng của ngành kiểm lâm Việt Nam

Kiểm lâm Việt Nam là tổ chức có chức năng quản lý, bảo vệ rừng, bảo đảm chấp hành pháp luật về lâm nghiệp; là lực lượng chuyên ngành về phòng cháy và chữa cháy rừng.
Kiểm lâm Việt Nam hiện nay được tổ chức dưới dạng Cục Kiểm lâm thuộc Bộ Nông nghiệp và Phát triển nông thôn.

## Nhiệm vụ và quyền hạn

### Nhiệm vụ
1. Xây dựng chương trình, kế hoạch bảo vệ rừng, phương án phòng, chống hành vi vi phạm pháp luật về lâm nghiệp, phòng cháy và chữa cháy rừng;
2. Bảo vệ rừng đặc dụng, rừng phòng hộ; phối hợp với cơ quan liên quan tổ chức bảo vệ rừng thuộc sở hữu toàn dân chưa giao, chưa cho thuê;
3. Tổ chức cảnh báo, dự báo nguy cơ cháy rừng; tổ chức lực lượng chuyên ngành phòng cháy và chữa cháy rừng, theo dõi diễn biến rừng hằng năm;
4. Tổ chức đấu tranh phòng ngừa, kiểm tra, kiểm soát, xử lý vi phạm pháp luật trong bảo vệ rừng, khai thác rừng, sử dụng rừng, vận chuyển, kinh doanh, cất giữ, chế biến lâm sản theo quy định của pháp luật;
5. Hướng dẫn chủ rừng lập và thực hiện phương án phòng cháy và chữa cháy rừng; bồi dưỡng, tập huấn nghiệp vụ bảo vệ rừng, phòng cháy và chữa cháy rừng cho chủ rừng;
6. Tuyên truyền, vận động Nhân dân bảo vệ và phát triển rừng; tổ chức lực lượng quần chúng bảo vệ rừng ở cơ sở;
7. Thực hiện nhiệm vụ khác được cơ quan nhà nước có thẩm quyền giao theo quy định của pháp luật.

### Quyền hạn
1. Yêu cầu cơ quan, tổ chức, cá nhân liên quan cung cấp thông tin, tài liệu trong thi hành công vụ theo quy định của pháp luật;
2. Xử phạt vi phạm hành chính và áp dụng các biện pháp ngăn chặn hành vi vi phạm hành chính; khởi tố, điều tra vi phạm pháp luật về lâm nghiệp theo quy định của pháp luật;
3. Sử dụng phương tiện, thiết bị chuyên dụng, vũ khí, công cụ hỗ trợ và trang phục theo quy định của pháp luật.

## Lịch sử
Lực lượng Kiểm lâm Việt Nam được thành lập ngày 21 tháng 5 năm 1973 trên cơ sở lực lượng tuần tra bảo vệ rừng trực thuộc Bộ Lâm nghiệp. Lực lượng này được quản lí bởi Cục Kiểm lâm nhân dân.
Trong thời kì 1980-1994, theo Nghị định 368/CP ngày 8 tháng 10 năm 1979 của Chính phủ và Thông tư số 32/TCCB ngày 4 tháng 9 năm 1982 của Bộ Lâm nghiệp một lượng lớn cán bộ kiểm lâm được điều chuyển vào các liên hiệp, lâm trường dẫn đến tổ chức không thống nhất, không thành hệ thống từ Trung ương đến cấp huyện.
Sau khi Chính phủ ban hành Nghị định 39/CP ngày 18 tháng 4 năm 1994, Cục Kiểm lâm nhân dân được đổi tên là Cục Kiểm lâm. Song song với việc thiết lập hệ thống tổ chức kiểm lâm từ cấp Trung ương đến cấp huyện, mạng lưới các hạt phúc kiểm lâm sản, hạt kiểm lâm ở các khu rừng đặc dụng đã được thành lập để bảo đảm việc bảo vệ rừng đặc dụng và quản lý lâm sản trên phạm vi toàn quốc.
Từ năm 2006, theo Nghị định số 119/2006/NĐ-CP của Chính phủ, tổ chức kiểm lâm có thêm nhiệm vụ phân công kiểm lâm phụ trách địa bàn xã, đồng thời giải thể các hạt phúc kiểm lâm sản,...

## Tổ chức[3]

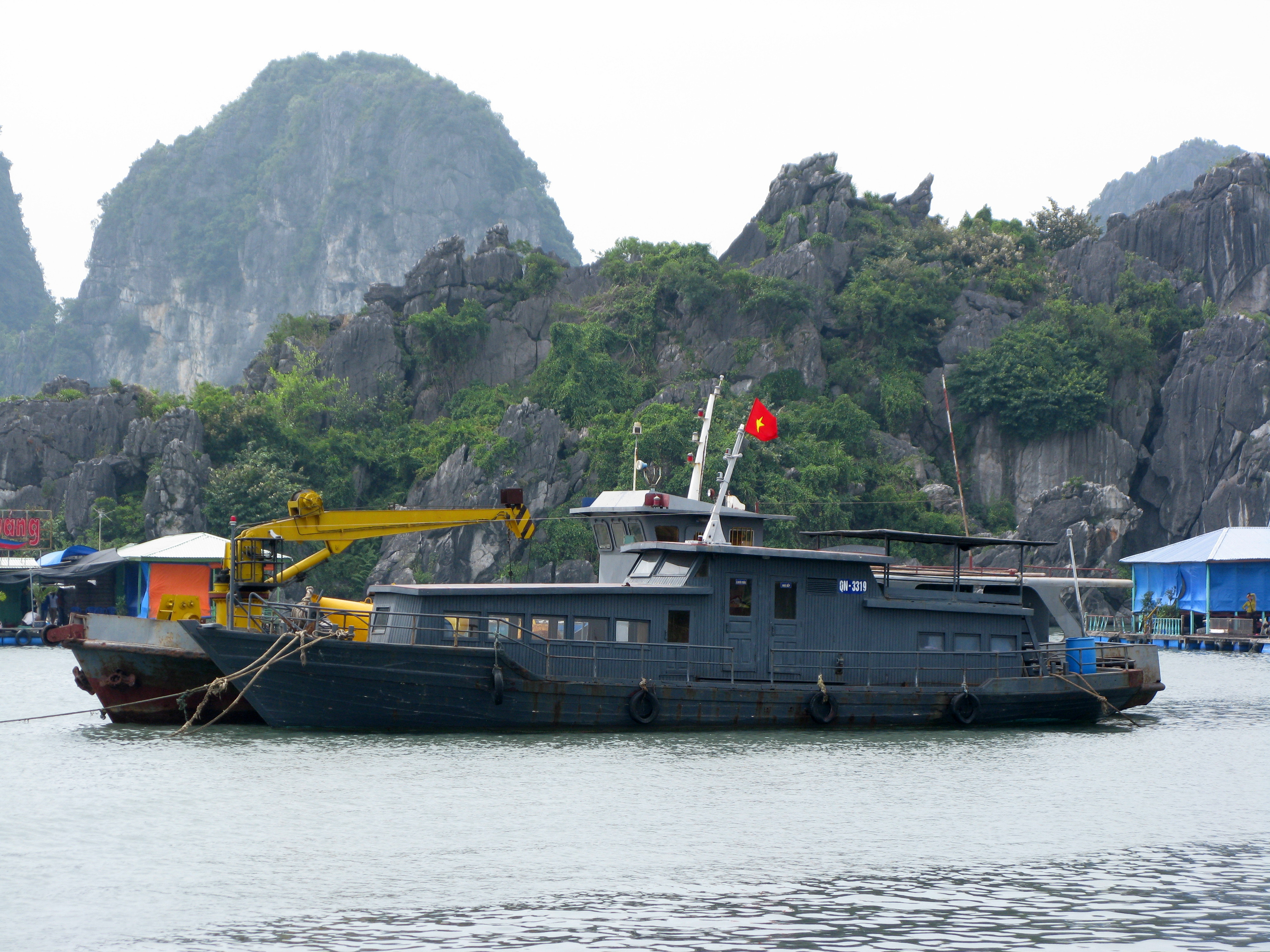
Tàu tuần tra của kiểm lâm ở vịnh Hạ Long.

1. Kiểm lâm được tổ chức ở trung ương, ở cấp tỉnh.

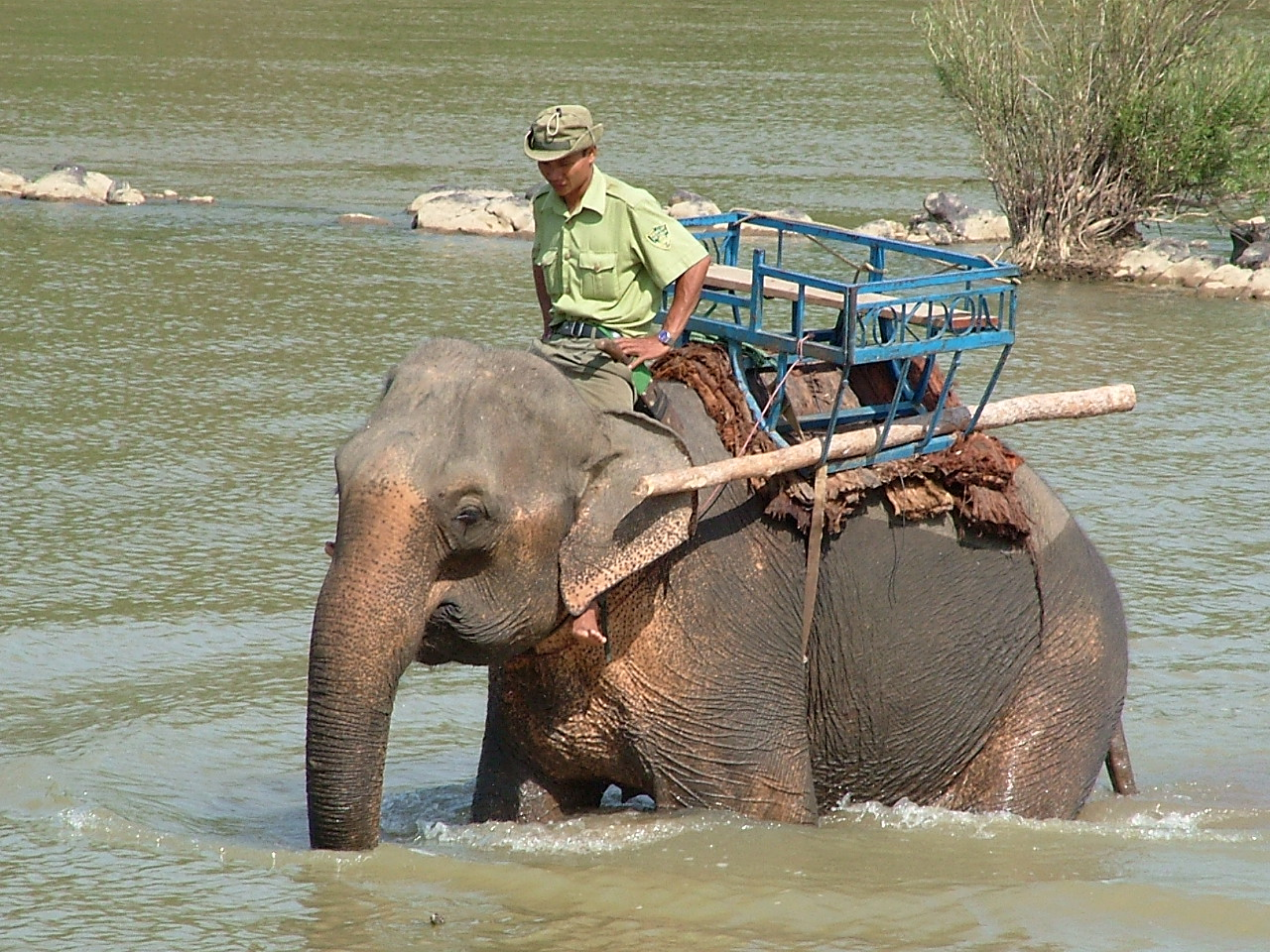
Kiểm lâm ở Vườn quốc gia Yok Đôn.

2. Kiểm lâm được tổ chức ở cấp huyện trên cơ sở yêu cầu, nhiệm vụ quản lý, bảo vệ rừng, bảo đảm chấp hành pháp luật về lâm nghiệp, phòng cháy và chữa cháy rừng, phát triển rừng, sử dụng rừng, chế biến và thương mại lâm sản tại địa phương.
3. Kiểm lâm trong vườn quốc gia; khu dự trữ thiên nhiên, khu bảo tồn loài - sinh cảnh, rừng phòng hộ đầu nguồn, rừng phòng hộ chắn gió, chắn cát bay, rừng phòng hộ chắn sóng, lấn biển thuộc Kiểm lâm ở trung ương hoặc ở cấp tỉnh được tổ chức trên cơ sở yêu cầu, nhiệm vụ quản lý, bảo vệ rừng.

### Cục Kiểm lâm

#### Lãnh đạo Cục
- Cục trưởng: Bùi Chính Nghĩa.
- Phó Cục trưởng: Nguyễn Hữu Thiện.

#### Các tổ chức tham mưu
- Văn phòng Cục.
- Phòng Kế hoạch, Tài chính.
- Phòng Khoa học, Công nghệ và Hợp tác quốc tế.
- Phòng Pháp chế, Thanh tra.
- Phòng Thông tin và Chuyển đổi số.
- Phòng Quản lý bảo vệ rừng.
- Phòng Phòng cháy và chữa cháy rừng.
- Phòng Tổ chức xây dựng lực lượng.
- Phòng Điều tra, xử lý vi phạm về lâm nghiệp.
- Đội Kiểm lâm đặc nhiệm.

#### Các Chi cục trực thuộc
- Chi cục Kiểm lâm vùng I, trụ sở đặt tại tỉnh Quảng Ninh.
- Chi cục Kiểm lâm vùng II, trụ sở đặt tại tỉnh Thanh Hóa.
- Chi cục Kiểm lâm vùng III, trụ sở đặt tại Thành phố Hồ Chí Minh.
- Chi cục Kiểm lâm vùng IV, trụ sở đặt tại tỉnh Đắk Lắk.

#### Các đơn vị sự nghiệp công lập
- Vườn quốc gia Tam Đảo.
- Vườn quốc gia Ba Vì.
- Vườn quốc gia Cúc Phương.
- Vườn quốc gia Bạch Mã.
- Vườn quốc gia Cát Tiên.
- Vườn quốc gia Yok Đôn.